# Storm (Familienname)
Storm ist ein deutscher und englischer Familienname.

## Namensträger
- Andrea Storm (* 1964), deutsche Autorin
- Andreas Storm (* 1964), deutscher Politiker (CDU), Krankenkassenmanager
- Andreas Storm (Autor) (* 1964), deutscher (Krimi-)Schriftsteller
- Avery Storm (* 1981), US-amerikanischer R&B-Musiker
- Billy Storm (1938–1983), US-amerikanischer R&B-Sänger
- Christian Storm (* 1971), deutscher Schauspieler
- Edvard Storm (1749–1794), norwegischer Lyriker
- Emy Storm (1925–2014), schwedische Schauspielerin
- Ernst Storm (1894–1980), deutscher Wirtschaftswissenschaftler
- Esben Storm (1950–2011), australischer Fernsehproduzent
- Frederic Storm (1844–1935), US-amerikanischer Politiker
- Frederik Storm (* 1989), dänischer Eishockeyspieler
- Friedrich-Karl Storm (1913–1987), deutscher Landwirt und Politiker (CDU)
- Gale Storm (1922–2009), US-amerikanische Schauspielerin und Sängerin
- Gerhard Storm (1888–1942), deutscher Priester und Märtyrer
- Graeme Storm (* 1978), englischer Golfer
- Gustav Storm (1845–1903), norwegischer Historiker, Schriftsteller und Hochschullehrer
- Hans-Hermann Storm (* 1937), deutscher Buchautor und Heimatforscher
- Ida Storm (* 1991), schwedische Leichtathletin
- James Storm (Ruderer) (* 1941), US-amerikanischer Ruderer
- James Storm (* 1977), US-amerikanischer Wrestler
- Johan Storm (1836–1920), norwegischer Sprachforscher
- Johann Casimir Storm (1790–1874), deutscher Rechtsgelehrter
- John Brutzman Storm (1838–1901), US-amerikanischer Politiker
- Jon Storm-Mathisen (* 1941), norwegischer Neurowissenschaftler
- Kerstin Storm (* 1980), deutsche Sinologin
- Lance Storm (* 1969), kanadischer Wrestler
- Leo Storm (1908–1981), deutscher Volkswirt und Politiker (CDU)
- Mandyleigh Storm (* 1972), britisch-australische Sängerin und Songwriterin
- Michael Storm (* 1959), US-amerikanischer Pentathlet
- Morten Storm (* 1976), dänischer Agent
- Nikola Storm (* 1994), belgischer Fußballspieler
- Olaf Storm (1894–1931), dänischer Stummfilmschauspieler
- Otto Storm (1874–1950), österreichischer Operetten-Sänger und Schauspieler
- Peter-Christoph Storm (* 1936), deutscher Jurist
- Paul Storm (1880–1951), deutscher Maler
- Ramona Storm (* 1958), deutsche Krankenschwester und Politikerin (AfD), Landtagsabgeordnete in Bayern
- Robert M. Storm (1918–2017), US-amerikanischer Zoologe
- Robert Storm Petersen (1882–1949), dänischer Maler, Kabarettist und Schauspieler
- Rolf Storm (Boxer) (1930–2000), schwedischer Boxer
- Rolf Storm (Politiker) (* 1945), deutscher Politiker, Bremer Bürgerschaftsabgeordneter (FDP)
- Rory Storm (1938–1972), britischer Musiker
- Ruth Storm (1905–1993), deutsche Schriftstellerin
- Selina Storm (* 1987), deutsche Politikerin (Bündnis 90/Die Grünen), MdHB
- Sidsel Storm (* 1982), dänische Jazzmusikerin
- Tempest Storm (1928–2021), US-amerikanische Tänzerin und Schauspielerin
- Theodor Storm (auch Theodor Woldsen Storm; 1817–1888), deutscher Landgerichtsrat, Schriftsteller und Lyriker
- Theodor Storm (Radsportler) (* 2005), dänischer Radrennfahrer
- Thomas Storm (1749–1833), US-amerikanischer Politiker
- Thorsten Storm (* 1964), deutscher Handballmanager
- Tim Storm (* 1956), kanadischer Ruderer
- Tobias Storm (* 2004), dänischer Fußballspieler
- Tom Storm (* 1965), schwedischer Billardspieler
- Toni Storm (* 1995), neuseeländische Wrestlerin
- Wolfgang Storm (1939–2004), deutscher Regionalplaner

### Künstlername
- Storm (* 1969), deutscher Choreograf und Tänzer, siehe Niels Robitzky